# Maria Magdalenakerk ('t Kalf)
De H. Maria Magdalenakerk is een rooms-katholieke kerk in de buurtschap 't Kalf bij Zaandam in de Nederlandse provincie Noord-Holland.
De kerk werd tussen 1885 en 1887 gebouwd op de plaats van een ouder kerkgebouw. De nieuwe kerk werd ontworpen door architect Evert Margry, die daarbij werd bijgestaan door zijn broer Albert en Jos Snickers. Margry ontwierp een driebeukige pseudobasilieke kruiskerk in neogotische stijl. Boven de ingang bevindt zich de toren. De Maria Magdalenakerk is een gemeentelijk monument.

De kerk is tot op heden in gebruik bij de parochie van de "H. Maria Magdalena". Sinds september 2014 werkt deze parochie in een samenwerkingsverband samen met de St. Bonifatiusparochie in Zaandam en de H. Odulphusparochie in Assendelft. 

Fotogalerij
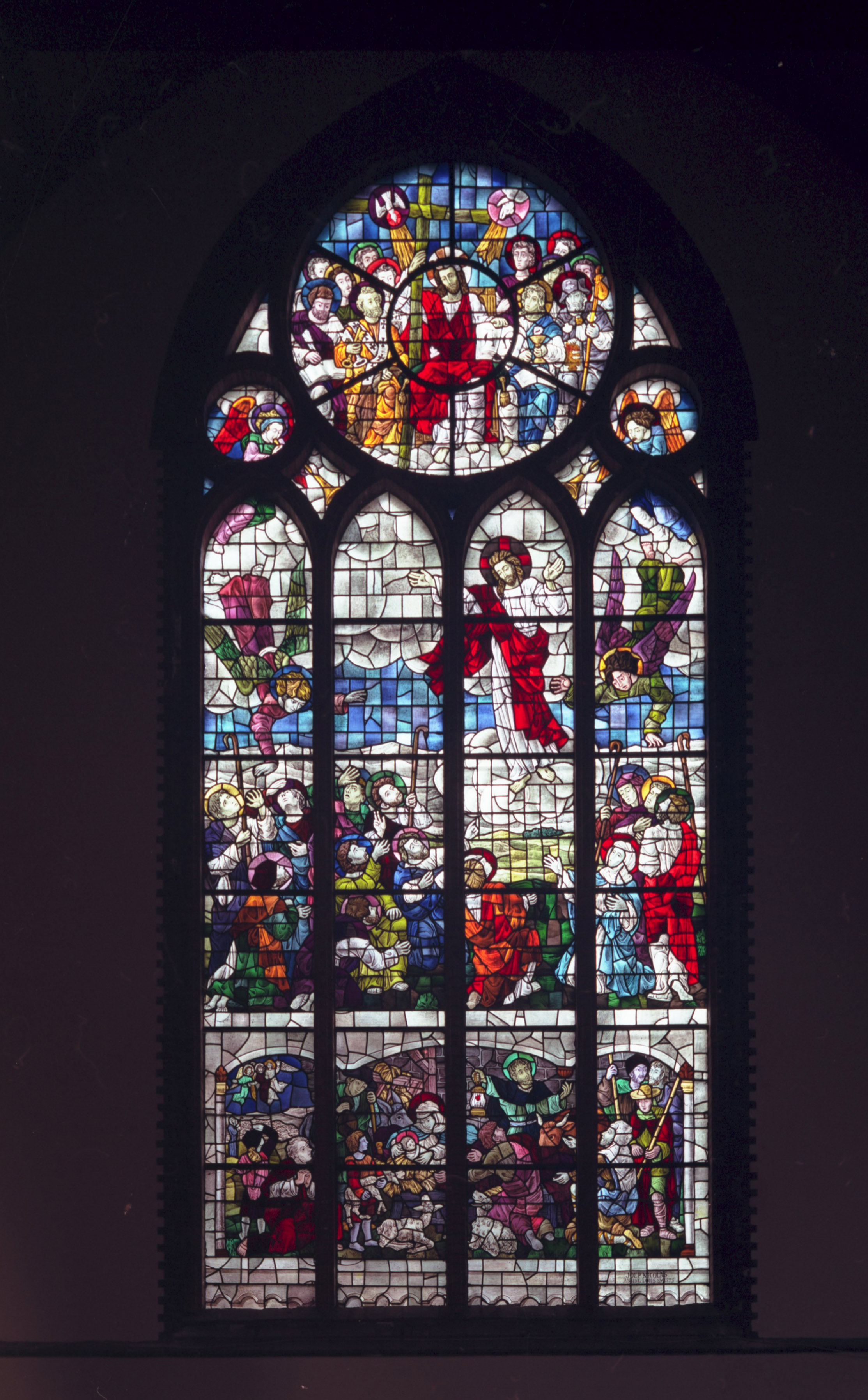
Noordelijk transeptraam (1987)
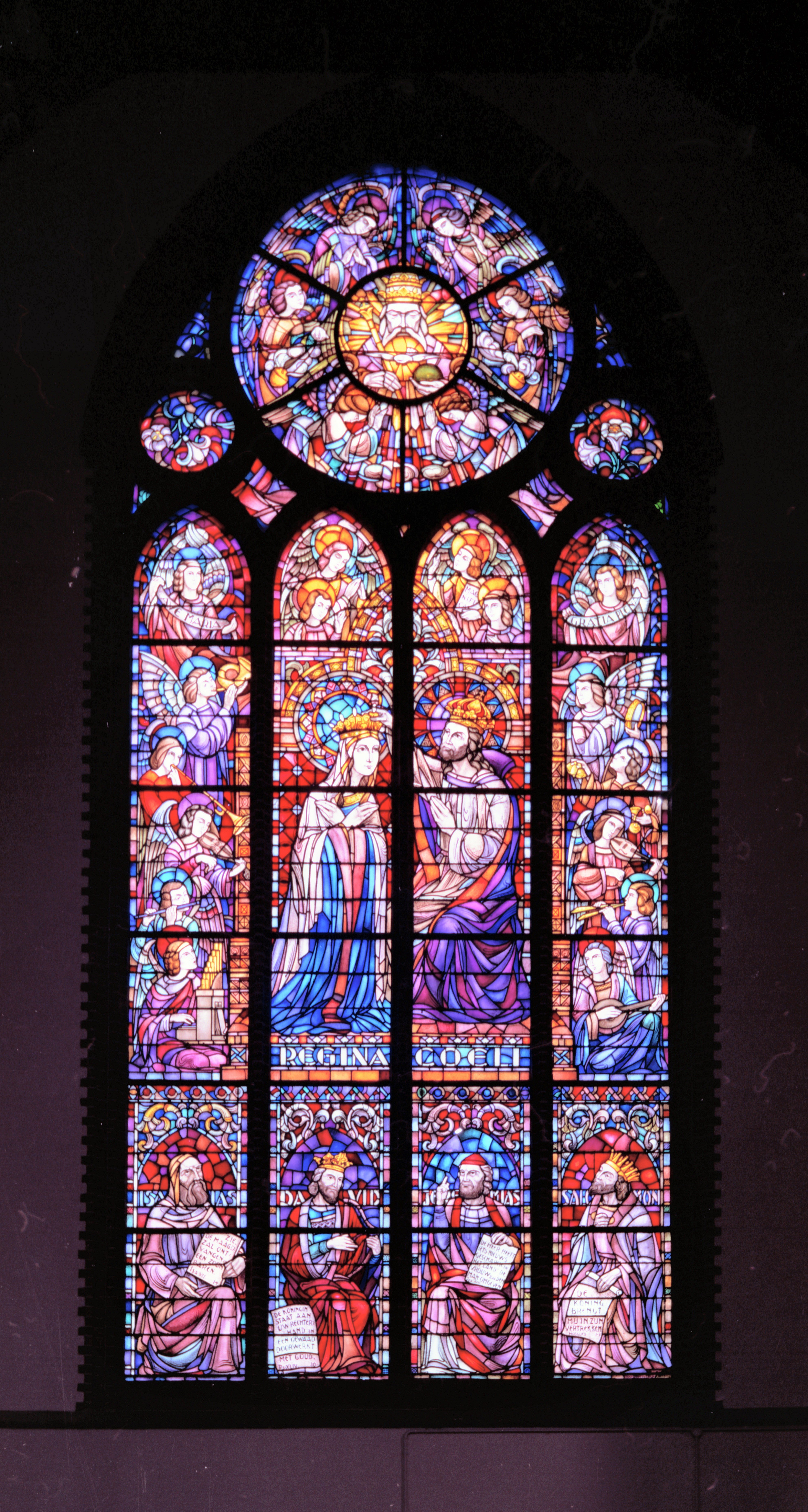
Zuidelijk transeptraam (1987)
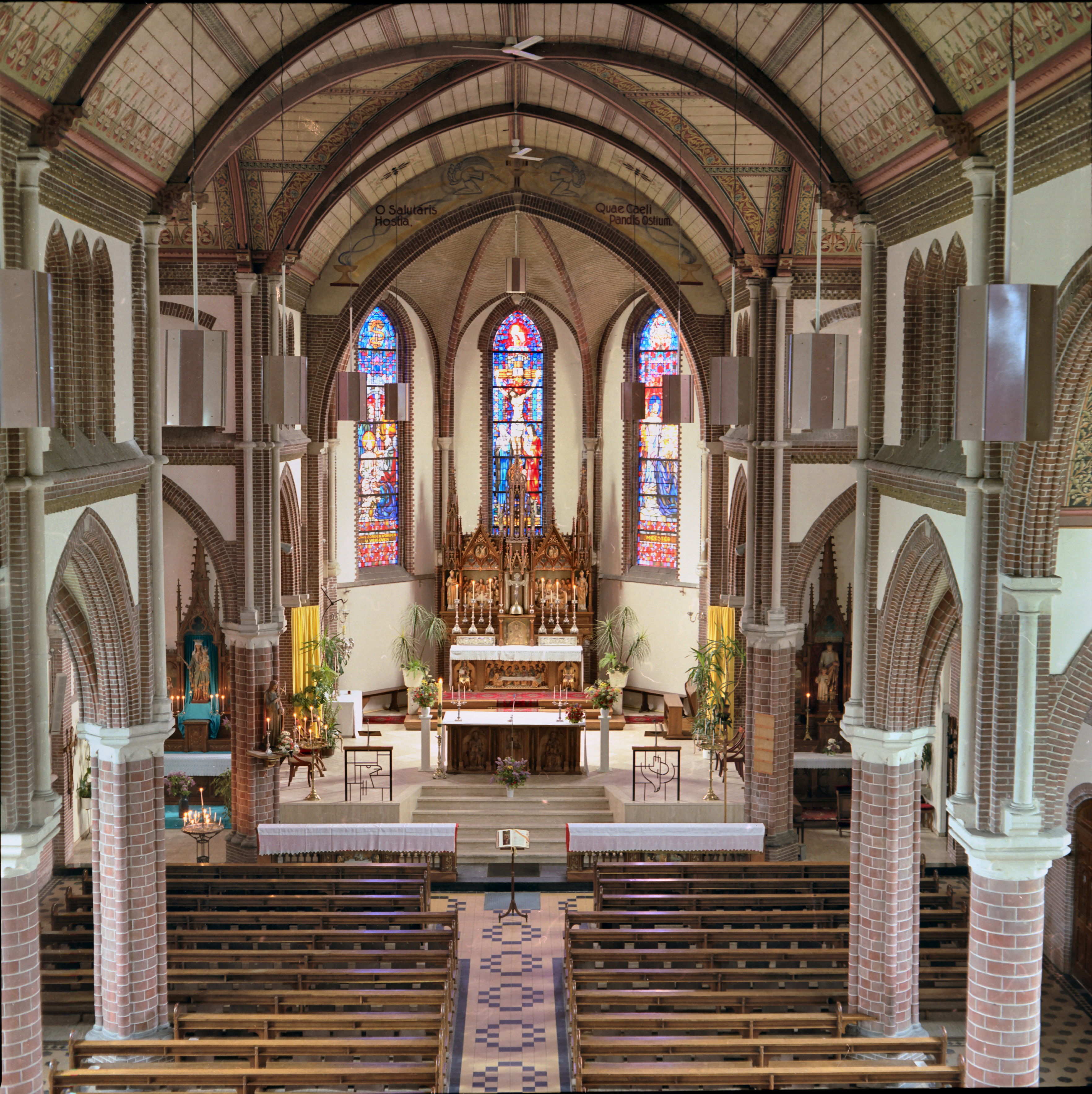
Kerkinterieur en liturgisch centrum (1987)
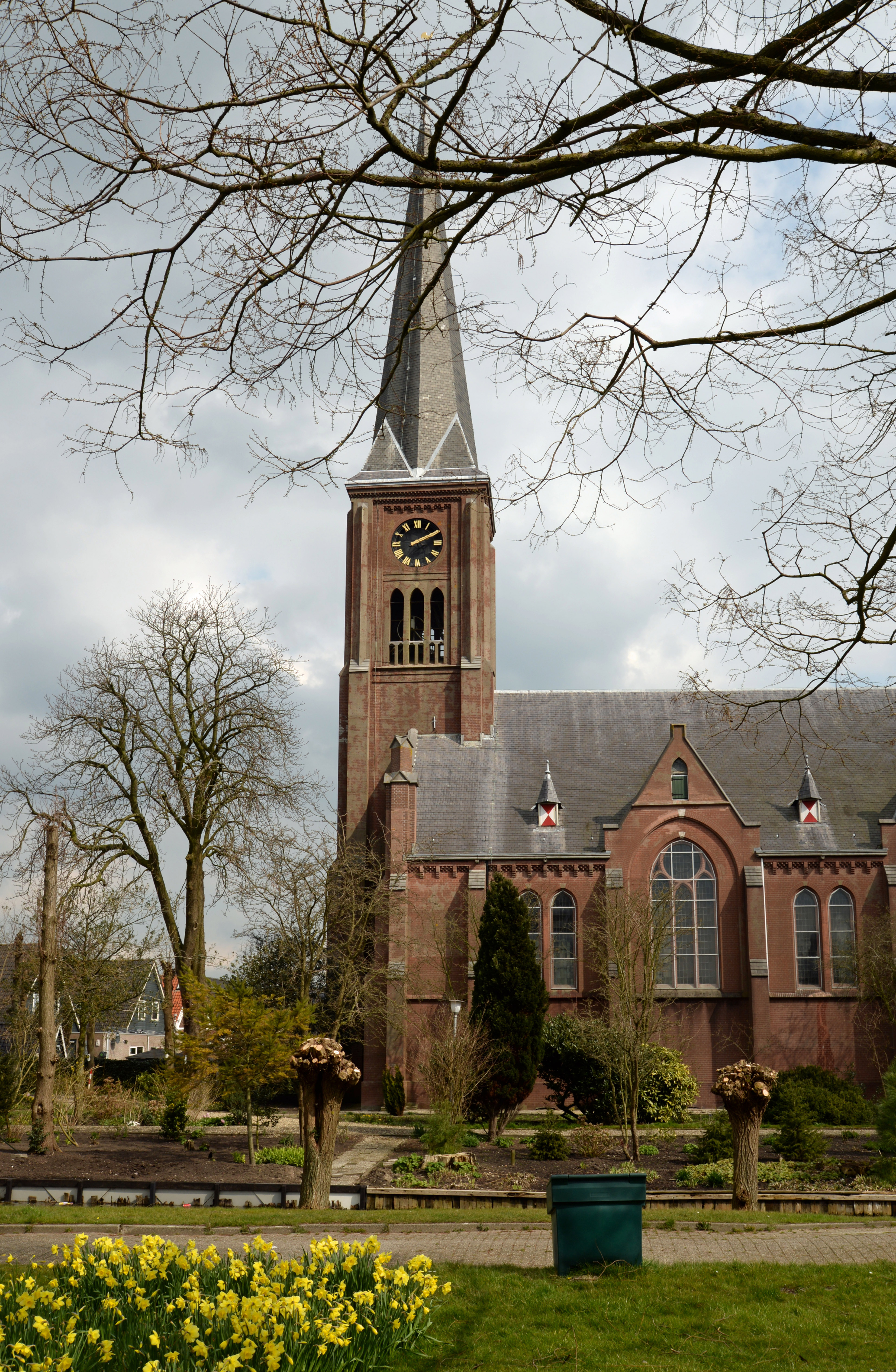
Kerkgebouw H. Maria Magdalena, Kalf Zaandam